# 市道107号 (台湾)
市道107号（しどう107ごう）は、新北市五股区から新北市樹林区保安地下道口を結ぶ、全長16.480kmの台湾の市道である。一部区間台1線甲線と重複する。

## 通過する自治体
- 五股区
- 泰山区
- 新荘区
- 樹林区

## 接続する道路
- 市道103号
- 市道107号甲線
- 県道108号
- 市道106号
- 台1線
- 台1線甲線
- 県道116号
- 県道114号

## 支線
市道107号甲線（けんどう107ごうこうせん）は、新北市五股区から同市新荘区を結ぶ、全長3.977kmの台湾の市道である。

### 通過する自治体
- 五股区
- 泰山区
- 新荘区

### 接続する道路
- 市道107号
- 県道108号
- 台65線